# Terence Weil
Terence Weil (Londres (Anglaterra). 9 de desembre, 1921 - Figueres (Alt Empordà), 25 de febrer, 1995), va ser un violoncel·lista britànic, violoncel·lista principal de l'English Chamber Orchestra, membre fundador del Melos Ensemble, un músic de cambra destacat i un professor influent al Royal Northern College of Music.

## Carrera
Herbert Walenn va ser el professor de violoncel de Weil a la Royal Academy of Music. Després de la guerra es va unir a un quartet de corda format pel violinista Emanuel Hurwitz, amic i col·lega. També va ser violoncel·lista principal d'orquestres de cambra com la Goldsbrough Orchestra (més tard coneguda com a English Chamber Orchestra o ECO), i va ser un destacat violoncel·lista de baix continu.

Juntament amb el clarinetista Gervase de Peyer i el violista Cecil Aronowitz, va ajudar a fundar el Melos Ensemble el 1950. Va ser el seu violoncel·lista principal durant dècades, i Aronowitz el seu violista principal. El fagotista William Waterhouse va escriure el 1995: 
| « | "Va ser la notable compenetració entre aquest parell de cordes greus, que va romandre constant al llarg d'una successió de líders distingits, la que va donar una distinció especial a aquest conjunt excepcional". | » |

La seva estreta associació amb Benjamin Britten va començar el 1946, quan va tocar a l'estrena de la seva òpera The Rape of Lucretia a la primera temporada de postguerra del Festival de Glyndebourne. Va participar en cadascun dels primers Festivals d'Aldeburgh, incloent-hi les estrenes de les òperes de Britten Albert Herring i Noye's Fludde. El compositor va dirigir el Melos Ensemble en la primera representació del seu Rèquiem de Guerra a Coventry el 1962, i també en el seu primer enregistrament el 1963.
Weil va estrenar la Suite per a viola i violoncel d'Arthur Butterworth amb Cecil Aronowitz el 1951. A la dècada de 1960, va ser violoncel·lista del Quartet Cremona sota la direcció de Hugh Maguire, amb Iona Brown com a segona violinista i Aronowitz com a violista. Al Quartet de Piano Pro Arte va tocar amb Kenneth Sillito (violí), Aronowitz i Lamar Crowson (piano).
El 1974, es va convertir en el primer professor de música de cambra al recentment inaugurat Royal Northern College of Music de Manchester. Entre els grups d'estudiants que va entrenar hi havia el Quartet Brodsky. L'institut atorga regularment un premi Terence Weil al millor conjunt de música de cambra.
Es va retirar a Cadaqués, Espanya, el 1985, on va morir deu anys després, als 74 anys.

## Enregistraments
La seva llarga discografia inclou molts enregistraments notables amb el Melos Ensemble, incloent-hi el Quintet Trout i octets de Schubert, el Quintet per a clarinet de Mozart i el Quintet per a clarinet de Brahms. Els seus enregistraments de música de cambra tant per a instruments de vent fusta com per a corda es van reeditar el 2011, incloent-hi les obres per a conjunts més grans que van ser el motiu per fundar el conjunt, com ara el Septet i Octet de Beethoven, l'Octet de Schubert i la Introducció i Allegro de Ravel, interpretats amb Osian Ellis (arpa), Richard Adeney (flauta), Gervase de Pexer (clarinet), Emanuel Hurwitz i Ivor McMahon (violí) i Cecil Aronowitz (viola). També va enregistrar trios i quartets de Schumann i Fauré amb el Quartet amb piano Pro Arte i quartets de corda amb el Quartet Cremona. Va ser el violoncel·lista en un enregistrament de Dido and Aeneas de Henry Purcell amb l'English Chamber Orchestra i Janet Baker. Una interpretació del Quartet per a piano K.478 de Mozart el 1964 es va filmar a Londres, amb Benjamin Britten (piano), Emanuel Hurwitz i Cecil Aronowitz. Moltes crítiques de les seves gravacions estan disponibles a l'Arxiu de Gramophone.

## Instruments
- Terence Weil tocava un Amati[1] i més tard un violoncel construït per Domenico Montagnana que havia pertangut anteriorment a Pau Casals.